# Grevillea wittweri
Grevillea wittweri är en tvåhjärtbladig växtart som beskrevs av Mcgill.. Grevillea wittweri ingår i släktet Grevillea och familjen Proteaceae. Inga underarter finns listade i Catalogue of Life.